# Federazione Internazionale della Vela
La Federazione Internazionale della Vela (World Sailing) è l'organismo mondiale che governa gli sport velici, in particolar modo le regate. Conta 149 nazioni affiliate al 2024. Fino al 2015 era denominata ISAF, acronimo per International Sailing Federation.

## International Yacht Racing Union (1907-1996)
La prima organizzazione mondiale per gli sport velici nacque nel 1907 e venne chiamata International Yacht Racing Union (IYRU), la sua opera rispondeva all'esigenza dei velisti di avere un insieme uniforme di norme e di standard di misura.

### Gran Bretagna: gli albori (1868-1881)
Prima del 1870, le regole di regata erano stabilite, di volta in volta, dai singoli yacht club ai quali spettava l'organizzazione della competizione. In Gran Bretagna, ci furono diversi tentativi di sviluppare un insieme uniforme di regole e una delle prime mosse in tal senso fu lo Yachting Congress, evento organizzato dal Royal Victoria Yacht Club il 1º giugno 1868. A questo congresso parteciparono 23 rappresentanti di 14 yacht club. Sotto la guida del capitano Mackinnon, una sottocommissione del congresso compilò un pamphlet sulle molteplici normative di regata allora esistenti negli yacht club partecipanti. Il 4 marzo 1869, venne esaminato e adottato un documento contenente le nuove regole di regata. Tuttavia, incontrò aspre critiche e fu ben presto abbandonato.
Nel 1881, il Royal Thames Yacht Club e il Royal Yacht Squadron, si unirono alla Yacht Racing Association e al New Thames Yacht Club e riuscirono a sviluppare una serie di regole di regata che presto si diffusero e furono adottate in tutta l'Inghilterra.

### Il regolamento internazionale (1881-1960)

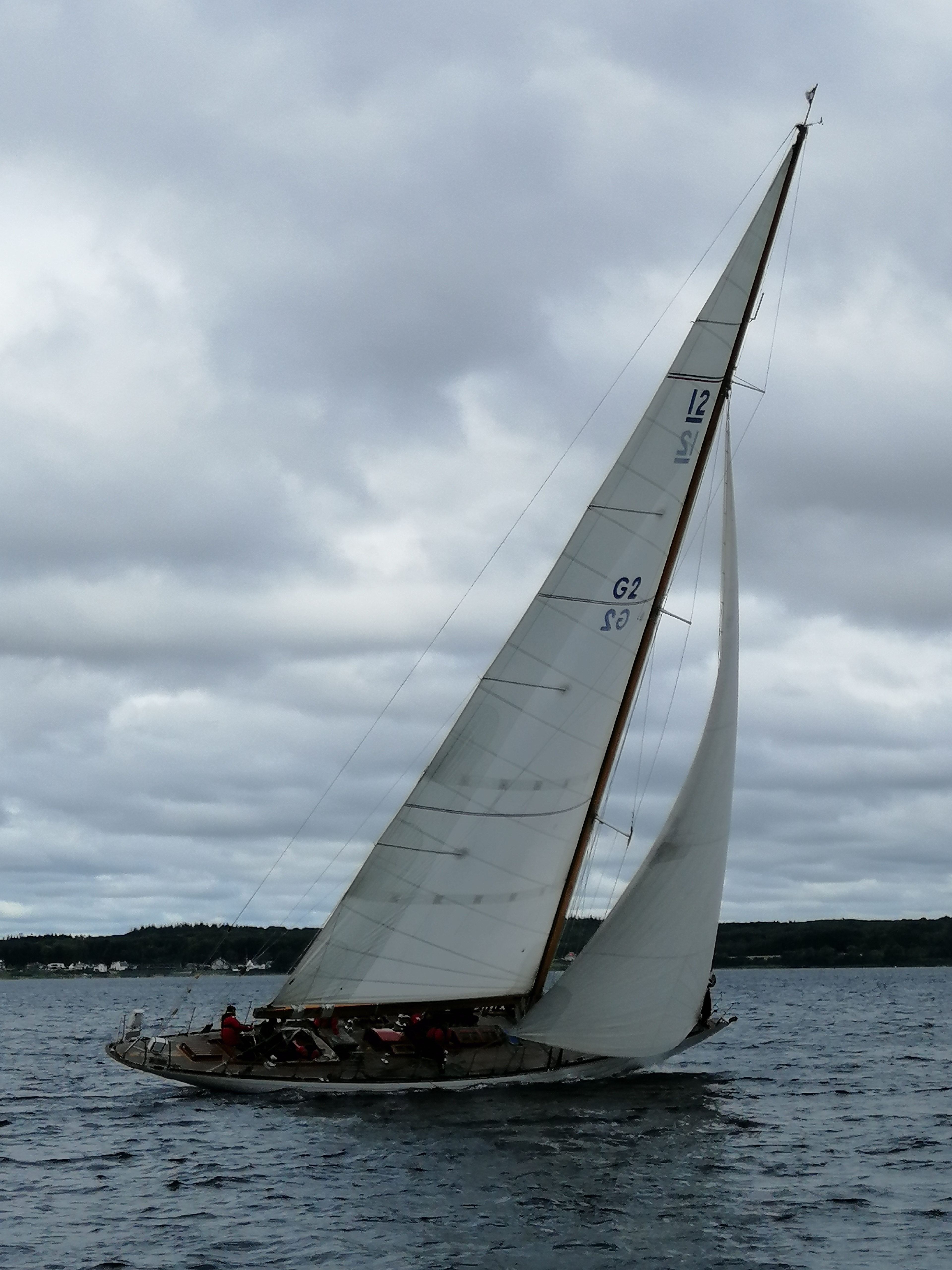
Anita, yacht 12 metri

C’era ancora confusione, tuttavia, sui diversi standard di misurazione utilizzati in Europa, Nord America e Gran Bretagna, il che significava che yacht di paesi diversi non potessero ancora competere ad armi pari. Il maggiore britannico Brooke Heckstall-Smith, segretario della Yacht Racing Association, scrisse allo Yacht Club de France esprimendo la necessità di elaborare una regola di classe comune per le imbarcazioni da regata, approvabile da tutti i paesi europei. Nel 1906 si tenne a Londra una conferenza internazionale sulla standardizzazione delle misure delle imbarcazioni a vela e fu elaborata la cosiddetta metre rule. I partecipanti formarono l'International Yacht Racing Union (IYRU) e adottarono un codice comune di regole di regata.
Tale standard è ancora utilizzato oggi nelle imbarcazioni da 12, 8, 6 metri e altre ancora.
A quel tempo, l'IYRU comprendeva Austria-Ungheria, Danimarca, Finlandia, Francia, Germania, Gran Bretagna, Paesi Bassi e Belgio, Italia, Norvegia, Spagna, Svezia e Svizzera.
Nel 1929, i rappresentanti della North American Yacht Racing Union iniziarono a lavorare affinché fossero uniformate le regole delle regate nordamericane e quelle internazionali.
Nel 1960 fu concordato e implementato un regolamento di regata internazionale e universale.

## ISAF (1996-2015) e World Sailing (2015-)

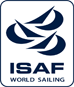
Logo ISAF

Nel 1996 l'IYRU cambiò denominazione in ISAF, organismo riconosciuto ufficialmente dal CIO come autorità governante per la vela internazionale. Come tale, l'ISAF è stato responsabile della promozione internazionale dello sport velico e dello sviluppo delle norme di corsa e dei regolamenti per tutti i concorsi di navigazione, dell'addestramento dei giudici e degli altri coordinatori.
Nel 2015 l'ISAF ha cambiato nome in World Sailing, attuale denominazione della federazione.

## Categorie veliche
World Sailing annovera ufficialmente le seguenti sette categorie di classi veliche:
| Nome ufficiale | Nome italiano       |
| -------------- | ------------------- |
| Olympic        | Olimpiche           |
| Centreboard    | Derive              |
| Multihull      | Multiscafi          |
| Keelboat       | Barche a chiglia    |
| Windsurfing    | Tavole a vela       |
| Yacht          | Yacht               |
| Radio          | Vela radiocomandata |
| Kitesurfing    | Kitesurf            |

Si occupa inoltre della gestione e organizzazione delle competizioni di para-sailing (vela paralimpica) ed e-sailing, l'e-sport collegato al mondo della vela. Le regate di vela virtuale si disputano sulla piattaforma francese Virtual Regatta e hanno riscosso un grande successo tra esperti e appassionati, soprattutto durante la pandemia di COVID-19.